# Trine Toft Andersen
Trine Toft Andersen (født 9. marts 1994 i Hadsund) er en dansk roer, der siden 2014 har været Danmarks bedste og verdens 8. bedste kvindelige singlescullerroer. Hun har gennem mange år aktiv i Hadsund Roklub. Trine deltog ved U23 VM 2014, Milano, Italien hvor hun fik en 8. plads
Uddannelse: Mariagerfjord Gymnasium, Klejtrup Musikefterskole.

## Mesterskaber
- VM 2014 - Milano - 8 plads.[3]

## Medaljer
- Guld - DM 2016, Sorø Sø.[4]
- Guld - DM 2014, Brabrand Sø, Aarhus.[5]
- Guld - EM indendørsroning 2014, Gladsaxe.[6]
- Guld - NM 2014, Sorø Sø.[7]
- Sølv - JM 2011, Aarhus.[8]
- Bronze - DM 2013.[9]
- Bronze - DM 2010.[10]